# Élections cantonales de 2008 dans la Haute-Saône
Les élections cantonales ont eu lieu les 9 et 16 mars 2008.
À l'issue de ces élections, le socialiste Yves Krattinger est réélu dans son canton de Rioz et décroche un troisième mandat à la tête du conseil général.

## Contexte départemental

### Assemblée départementale sortante
Avant les élections, le conseil général de la Haute-Saône est présidé par Yves Krattinger (PS). Il comprend 32 conseillers généraux issus des 32 cantons de la Haute-Saône. 16 d'entre eux sont renouvelables lors de ces élections.
| Parti                             | Sigle | Élus |
| --------------------------------- | ----- | ---- |
| Majorité (20 sièges)              |       |      |
| Parti socialiste                  | PS    | 11   |
| Divers gauche                     | DVG   | 9    |
| Parti radical de gauche           | PRG   | 2    |
| Opposition (10 élus)              |       |      |
| Union pour un mouvement populaire | UMP   | 10   |
| Président du conseil général      |       |      |
| Yves Krattinger (PS)              |       |      |

## Résultats à l'échelle du département
| Étiquette      | Étiquette                         | Premier tour | Premier tour | Second tour | Second tour | Total |
| Étiquette      | Étiquette                         | Voix         | %            | Voix        | %           | Total |
| -------------- | --------------------------------- | ------------ | ------------ | ----------- | ----------- | ----- |
|                | Divers gauche                     | 16 061       | 23,29        | 10 108      | 39,14       | 6     |
|                | Parti socialiste                  | 13 198       | 19,14        | 3 127       | 12,11       | 4     |
|                | Parti radical de gauche           | 2 086        | 3,02         |             |             | 1     |
|                | Les Verts                         | 2 075        | 3,01         |             |             |       |
|                | Parti communiste français         | 1 972        | 2,86         |             |             |       |
| Gauche         | Gauche                            | 35 392       | 51,32        | 13 235      | 51,25       | 11    |
|                |                                   |              |              |             |             |       |
|                | Union pour un mouvement populaire | 25 286       | 36,66        | 10 205      | 39,51       | 4     |
|                | Front national                    | 4 035        | 5,85         | 837         | 3,24        | 0     |
|                | Divers droite                     | 3 136        | 4,55         | 10 205      | 1,89        | 0     |
|                | Mouvement démocrate               | 1 028        | 1,49         | 1 062       | 4,11        | 1     |
| Droite         | Droite                            | 33 485       | 48,55        | 22 309      | 48,75       | 5     |
|                |                                   |              |              |             |             |       |
|                | Divers                            | 90           | 0,13         |             |             |       |
|                |                                   |              |              |             |             |       |
| Inscrits       | Inscrits                          | 94 491       | 100,00       | 40 923      | 100,00      |       |
| Abstentions    | Abstentions                       | 21 857       | 23,13        | 13 833      | 33,8        |       |
| Votants        | Votants                           | 72 634       | 76,87        | 27 090      | 66,2        |       |
| Blancs et nuls | Blancs et nuls                    | 3 667        | 5,05         | 1 264       | 4,67        |       |
| Exprimés       | Exprimés                          | 68 967       | 94,95        | 25 826      | 95,33       |       |

### Assemblée départementale à l'issue des élections
| Parti                             | Sigle | Élus |
| --------------------------------- | ----- | ---- |
| Majorité (25 élus)                |       |      |
| Parti socialiste                  | PS    | 12   |
| Divers gauche                     | DVG   | 10   |
| Parti radical de gauche           | PRG   | 2    |
| Mouvement démocrate               | MoDem | 1    |
| Opposition (7 élus)               |       |      |
| Union pour un mouvement populaire | UMP   | 7    |
| Président du conseil général      |       |      |
| Yves Krattinger (PS)              |       |      |

### Liste des élus
| Canton                        | Conseiller général sortant | Parti | Parti | Conseiller général élu | Parti | Parti |
| ----------------------------- | -------------------------- | ----- | ----- | ---------------------- | ----- | ----- |
| Gray                          | Patrice Debray             |       | UMP   | Claudy Chauvelot-Duban |       | PS    |
| Gy                            | Paul Cheviet               |       | DVG   | Paul Cheviet           |       | DVG   |
| Lure-Sud                      | Robert Morlot              |       | DVG   | Robert Morlot          |       | DVG   |
| Marnay                        | Maurice Fassenet           |       | DVG   | Maurice Fassenet       |       | DVG   |
| Mélisey                       | Rose-Marie Daviot          |       | PRG   | Rose-Marie Daviot      |       | PRG   |
| Pesmes                        | Jean Migeon                |       | UMP   | Jean-Claude Gay        |       | MoDem |
| Port-sur-Saône                | Jean-Paul Mariot           |       | PS    | Jean-Paul Mariot       |       | PS    |
| Rioz                          | Yves Krattinger            |       | PS    | Yves Krattinger        |       | PS    |
| Saint-Loup-sur-Semouse        | Claude Grosjean            |       | UMP   | Nadine Bathelot        |       | DVG   |
| Saulx                         | Michel Weyermann           |       | PS    | Michel Weyermann       |       | PS    |
| Scey-sur-Saône-et-Saint-Albin | Carmen Friquet             |       | UMP   | Carmen Friquet         |       | UMP   |
| Vauvillers                    | Frédéric Laurent           |       | UMP   | Frédéric Laurent       |       | UMP   |
| Vesoul-Est                    | Jean-Claude Ayala          |       | UMP   | Jean-Claude Ayala      |       | UMP   |
| Villersexel                   | Gérard Pelleteret          |       | DVG   | Gérard Pelleteret      |       | DVG   |
| Vitrey-sur-Mance              | Charles Multon             |       | UMP   | Serge Deroy            |       | UMP   |
| Saint-Sauveur                 | Jean-Claude Ghettini       |       | PRG   | Joël Daval             |       | DVG   |

## Résultats par canton

### Canton de Gray
| Candidats      | Candidats              | Étiquette      | Premier tour | Premier tour | Second tour | Second tour |
| Candidats      | Candidats              | Étiquette      | Voix         | %            | Voix        | %           |
| -------------- | ---------------------- | -------------- | ------------ | ------------ | ----------- | ----------- |
|                | Patrice Debray *       | UMP            | 2 825        | 44,51        | 2 655       | 45,92       |
|                | Claudy Chauvelot-Duban | PS             | 2 550        | 40,18        | 3 127       | 54,08       |
|                | Marcel Grognu          | FN             | 658          | 10,37        |             |             |
|                | Jean-Pierre Poinsot    | PCF            | 314          | 4,95         |             |             |
|                |                        |                |              |              |             |             |
| Inscrits       | Inscrits               | Inscrits       | 9 417        | 100,00       | 9 418       | 100,00      |
| Abstentions    | Abstentions            | Abstentions    | 2 810        | 29,84        | 3 440       | 36,53       |
| Votants        | Votants                | Votants        | 6 607        | 70,16        | 5 978       | 63,47       |
| Blancs et nuls | Blancs et nuls         | Blancs et nuls | 260          | 3,94         | 196         | 3,28        |
| Exprimés       | Exprimés               | Exprimés       | 6 347        | 96,06        | 5 782       | 96,72       |

*sortant

### Canton de Gy
| Candidats      | Candidats            | Étiquette      | Premier tour | Premier tour |
| Candidats      | Candidats            | Étiquette      | Voix         | %            |
| -------------- | -------------------- | -------------- | ------------ | ------------ |
|                | Paul Cheviet *       | DVG            | 1 687        | 56,07        |
|                | Christelle Rousselle | UMP            | 1 322        | 43,93        |
|                |                      |                |              |              |
| Inscrits       | Inscrits             | Inscrits       | 3 762        | 100,00       |
| Abstentions    | Abstentions          | Abstentions    | 618          | 16,43        |
| Votants        | Votants              | Votants        | 3 144        | 83,57        |
| Blancs et nuls | Blancs et nuls       | Blancs et nuls | 135          | 4,29         |
| Exprimés       | Exprimés             | Exprimés       | 3 009        | 95,71        |

*sortant

### Canton de Lure-Sud
| Candidats      | Candidats        | Étiquette      | Premier tour | Premier tour | Second tour | Second tour |
| Candidats      | Candidats        | Étiquette      | Voix         | %            | Voix        | %           |
| -------------- | ---------------- | -------------- | ------------ | ------------ | ----------- | ----------- |
|                | Robert Morlot *  | DVG            | 2 414        | 46,46        | 2 854       | 64,57       |
|                | Claude Thiebaut  | FN             | 785          | 15,11        | 837         | 18,94       |
|                | Bernard Guilbert | UMP            | 769          | 14,80        | 729         | 16,49       |
|                | Alain Genestier  | Verts          | 533          | 10,26        |             |             |
|                | René Morlot      | PCF            | 427          | 8,22         |             |             |
|                | Régis Durand     | MoDem          | 268          | 5,16         |             |             |
|                |                  |                |              |              |             |             |
| Inscrits       | Inscrits         | Inscrits       | 7 467        | 100,00       | 7 467       | 100,00      |
| Abstentions    | Abstentions      | Abstentions    | 2 039        | 27,31        | 2 852       | 38,19       |
| Votants        | Votants          | Votants        | 5 428        | 72,69        | 4 615       | 61,81       |
| Blancs et nuls | Blancs et nuls   | Blancs et nuls | 232          | 4,27         | 195         | 4,23        |
| Exprimés       | Exprimés         | Exprimés       | 5 196        | 95,73        | 4 420       | 95,77       |

*sortant

### Canton de Marnay
| Candidats      | Candidats          | Étiquette      | Premier tour | Premier tour |
| Candidats      | Candidats          | Étiquette      | Voix         | %            |
| -------------- | ------------------ | -------------- | ------------ | ------------ |
|                | Maurice Fassenet * | DVG            | 1 979        | 57,43        |
|                | Vincent Ballot     | DVD            | 1 467        | 42,57        |
|                |                    |                |              |              |
| Inscrits       | Inscrits           | Inscrits       | 4 642        | 100,00       |
| Abstentions    | Abstentions        | Abstentions    | 1 026        | 22,10        |
| Votants        | Votants            | Votants        | 3 616        | 77,90        |
| Blancs et nuls | Blancs et nuls     | Blancs et nuls | 170          | 4,70         |
| Exprimés       | Exprimés           | Exprimés       | 3 446        | 95,30        |

*sortant

### Canton de Mélisey
| Candidats      | Candidats           | Étiquette      | Premier tour | Premier tour |
| Candidats      | Candidats           | Étiquette      | Voix         | %            |
| -------------- | ------------------- | -------------- | ------------ | ------------ |
|                | Rose-Marie Daviot * | PRG            | 2 086        | 51,05        |
|                | Henri Saintigny     | UMP            | 1 568        | 38,37        |
|                | Jean-Marc Dalval    | Verts          | 432          | 10,57        |
|                |                     |                |              |              |
| Inscrits       | Inscrits            | Inscrits       | 5 515        | 100,00       |
| Abstentions    | Abstentions         | Abstentions    | 1 141        | 20,69        |
| Votants        | Votants             | Votants        | 4 374        | 79,31        |
| Blancs et nuls | Blancs et nuls      | Blancs et nuls | 288          | 6,58         |
| Exprimés       | Exprimés            | Exprimés       | 4 086        | 93,42        |

*sortant

### Canton de Pesmes
| Candidats      | Candidats       | Étiquette      | Premier tour | Premier tour | Second tour | Second tour |
| Candidats      | Candidats       | Étiquette      | Voix         | %            | Voix        | %           |
| -------------- | --------------- | -------------- | ------------ | ------------ | ----------- | ----------- |
|                | André Gauthier  | UMP            | 912          | 33,32        | 981         | 38,77       |
|                | Jean-Claude Gay | MoDem          | 760          | 27,77        | 1 062       | 41,98       |
|                | Maxime Petigny  | DVD            | 507          | 18,52        | 487         | 19,25       |
|                | Simone Tupin    | PS             | 468          | 17,10        | Retrait     | Retrait     |
|                | Jean-Luc Merson | DIV            | 90           | 3,29         |             |             |
|                |                 |                |              |              |             |             |
| Inscrits       | Inscrits        | Inscrits       | 3 501        | 100,00       | 3 500       | 100,00      |
| Abstentions    | Abstentions     | Abstentions    | 675          | 19,28        | 859         | 24,54       |
| Votants        | Votants         | Votants        | 2 826        | 80,72        | 2 641       | 75,46       |
| Blancs et nuls | Blancs et nuls  | Blancs et nuls | 89           | 3,15         | 111         | 4,20        |
| Exprimés       | Exprimés        | Exprimés       | 2 737        | 96,85        | 2 530       | 95,80       |

*sortant

### Canton de Port-sur-Saône
| Candidats      | Candidats          | Étiquette      | Premier tour | Premier tour |
| Candidats      | Candidats          | Étiquette      | Voix         | %            |
| -------------- | ------------------ | -------------- | ------------ | ------------ |
|                | Jean-Paul Mariot * | PS             | 2 562        | 62,75        |
|                | Franck Tisserand   | UMP            | 1 521        | 37,25        |
|                |                    |                |              |              |
| Inscrits       | Inscrits           | Inscrits       | 5 627        | 100,00       |
| Abstentions    | Abstentions        | Abstentions    | 1 248        | 22,18        |
| Votants        | Votants            | Votants        | 4 379        | 77,82        |
| Blancs et nuls | Blancs et nuls     | Blancs et nuls | 296          | 6,76         |
| Exprimés       | Exprimés           | Exprimés       | 4 083        | 93,24        |

*sortant

### Canton de Rioz
| Candidats      | Candidats         | Étiquette      | Premier tour | Premier tour |
| Candidats      | Candidats         | Étiquette      | Voix         | %            |
| -------------- | ----------------- | -------------- | ------------ | ------------ |
|                | Yves Krattinger * | PS             | 3 416        | 68,46        |
|                | Damien Mougin     | UMP            | 1 574        | 31,54        |
|                |                   |                |              |              |
| Inscrits       | Inscrits          | Inscrits       | 6 399        | 100,00       |
| Abstentions    | Abstentions       | Abstentions    | 1 155        | 18,05        |
| Votants        | Votants           | Votants        | 5 244        | 81,95        |
| Blancs et nuls | Blancs et nuls    | Blancs et nuls | 254          | 4,84         |
| Exprimés       | Exprimés          | Exprimés       | 4 990        | 95,16        |

*sortant

### Canton de Saint-Loup-sur-Semouse
| Candidats      | Candidats             | Étiquette      | Premier tour | Premier tour | Second tour | Second tour |
| Candidats      | Candidats             | Étiquette      | Voix         | %            | Voix        | %           |
| -------------- | --------------------- | -------------- | ------------ | ------------ | ----------- | ----------- |
|                | Nadine Bathelot       | DVG            | 2 736        | 36,79        | 3 949       | 57,56       |
|                | Laurence Poinsot      | UMP            | 2 184        | 29,37        | 2 912       | 42,44       |
|                | Claude Grosjean       | DVD            | 1 002        | 13,47        |             |             |
|                | Anne-Marie Jeanmougin | FN             | 880          | 11,83        |             |             |
|                | Michel Charaud        | Verts          | 635          | 8,54         |             |             |
|                |                       |                |              |              |             |             |
| Inscrits       | Inscrits              | Inscrits       | 10 888       | 100,00       | 10 883      | 100,00      |
| Abstentions    | Abstentions           | Abstentions    | 3 064        | 28,14        | 3 581       | 32,90       |
| Votants        | Votants               | Votants        | 7 824        | 71,86        | 7 302       | 67,10       |
| Blancs et nuls | Blancs et nuls        | Blancs et nuls | 387          | 4,95         | 441         | 6,04        |
| Exprimés       | Exprimés              | Exprimés       | 7 437        | 95,05        | 6 861       | 93,96       |

*sortant

### Canton de Saulx
| Candidats      | Candidats          | Étiquette      | Premier tour | Premier tour |
| Candidats      | Candidats          | Étiquette      | Voix         | %            |
| -------------- | ------------------ | -------------- | ------------ | ------------ |
|                | Michel Weyermann * | PS             | 1 266        | 56,70        |
|                | Christian Bresson  | UMP            | 967          | 43,30        |
|                |                    |                |              |              |
| Inscrits       | Inscrits           | Inscrits       | 2 902        | 100,00       |
| Abstentions    | Abstentions        | Abstentions    | 496          | 17,09        |
| Votants        | Votants            | Votants        | 2 406        | 82,91        |
| Blancs et nuls | Blancs et nuls     | Blancs et nuls | 173          | 7,19         |
| Exprimés       | Exprimés           | Exprimés       | 2 233        | 92,81        |

*sortant

### Canton de Scey-sur-Saône-et-Saint-Albin
| Candidats      | Candidats               | Étiquette      | Premier tour | Premier tour |
| Candidats      | Candidats               | Étiquette      | Voix         | %            |
| -------------- | ----------------------- | -------------- | ------------ | ------------ |
|                | Carmen Friquet *        | UMP            | 2 462        | 59,31        |
|                | Josiane Barbant Verrier | PS             | 1 220        | 29,39        |
|                | Yves Marchois           | FN             | 469          | 11,30        |
|                |                         |                |              |              |
| Inscrits       | Inscrits                | Inscrits       | 5 383        | 100,00       |
| Abstentions    | Abstentions             | Abstentions    | 1 022        | 18,99        |
| Votants        | Votants                 | Votants        | 4 361        | 81,01        |
| Blancs et nuls | Blancs et nuls          | Blancs et nuls | 210          | 4,82         |
| Exprimés       | Exprimés                | Exprimés       | 4 151        | 95,18        |

*sortant

### Canton de Vauvillers
| Candidats      | Candidats          | Étiquette      | Premier tour | Premier tour |
| Candidats      | Candidats          | Étiquette      | Voix         | %            |
| -------------- | ------------------ | -------------- | ------------ | ------------ |
|                | Frédéric Laurent * | UMP            | 1 613        | 62,30        |
|                | Élisabeth Touffu   | DVG            | 976          | 37,70        |
|                |                    |                |              |              |
| Inscrits       | Inscrits           | Inscrits       | 3 340        | 100,00       |
| Abstentions    | Abstentions        | Abstentions    | 586          | 17,54        |
| Votants        | Votants            | Votants        | 2 754        | 82,46        |
| Blancs et nuls | Blancs et nuls     | Blancs et nuls | 165          | 5,99         |
| Exprimés       | Exprimés           | Exprimés       | 2 589        | 94,01        |

*sortant

### Canton de Vesoul-Est
| Candidats      | Candidats           | Étiquette      | Premier tour | Premier tour |
| Candidats      | Candidats           | Étiquette      | Voix         | %            |
| -------------- | ------------------- | -------------- | ------------ | ------------ |
|                | Jean-Claude Ayala * | UMP            | 3 485        | 50,46        |
|                | Pierre Emann        | PS             | 1 716        | 24,84        |
|                | Frédéric Bernabé    | PCF            | 1 231        | 17,82        |
|                | Simone Levavasseur  | Verts          | 475          | 6,88         |
|                |                     |                |              |              |
| Inscrits       | Inscrits            | Inscrits       | 10 264       | 100,00       |
| Abstentions    | Abstentions         | Abstentions    | 3 064        | 29,85        |
| Votants        | Votants             | Votants        | 7 200        | 70,15        |
| Blancs et nuls | Blancs et nuls      | Blancs et nuls | 293          | 4,07         |
| Exprimés       | Exprimés            | Exprimés       | 6 907        | 95,93        |

*sortant

### Canton de Villersexel
| Candidats      | Candidats           | Étiquette      | Premier tour | Premier tour |
| Candidats      | Candidats           | Étiquette      | Voix         | %            |
| -------------- | ------------------- | -------------- | ------------ | ------------ |
|                | Gérard Pelleteret * | DVG            | 2 952        | 64,15        |
|                | Jérôme Mathy        | UMP            | 1 139        | 24,75        |
|                | Michel Marain       | FN             | 511          | 11,10        |
|                |                     |                |              |              |
| Inscrits       | Inscrits            | Inscrits       | 5 720        | 100,00       |
| Abstentions    | Abstentions         | Abstentions    | 883          | 15,44        |
| Votants        | Votants             | Votants        | 4 837        | 84,56        |
| Blancs et nuls | Blancs et nuls      | Blancs et nuls | 235          | 4,86         |
| Exprimés       | Exprimés            | Exprimés       | 4 602        | 95,14        |

*sortant

### Canton de Vitrey-sur-Mance
| Candidats      | Candidats         | Étiquette      | Premier tour | Premier tour | Second tour | Second tour |
| Candidats      | Candidats         | Étiquette      | Voix         | %            | Voix        | %           |
| -------------- | ----------------- | -------------- | ------------ | ------------ | ----------- | ----------- |
|                | Serge Deroy       | UMP            | 766          | 47,05        | 806         | 51,77       |
|                | Catherine Dutruch | DVG            | 702          | 43,12        | 751         | 48,23       |
|                | Denis Vignardet   | DVD            | 160          | 9,83         |             |             |
|                |                   |                |              |              |             |             |
| Inscrits       | Inscrits          | Inscrits       | 2 015        | 100,00       | 2 007       | 100,00      |
| Abstentions    | Abstentions       | Abstentions    | 293          | 14,54        | 396         | 19,73       |
| Votants        | Votants           | Votants        | 1 722        | 85,46        | 1 611       | 80,27       |
| Blancs et nuls | Blancs et nuls    | Blancs et nuls | 94           | 5,46         | 54          | 3,35        |
| Exprimés       | Exprimés          | Exprimés       | 1 628        | 94,54        | 1 557       | 96,65       |

*sortant

### Canton de Saint-Sauveur
| Candidats      | Candidats       | Étiquette      | Premier tour | Premier tour | Second tour | Second tour |
| Candidats      | Candidats       | Étiquette      | Voix         | %            | Voix        | %           |
| -------------- | --------------- | -------------- | ------------ | ------------ | ----------- | ----------- |
|                | Joël Daval      | DVG            | 2 615        | 47,32        | 2 554       | 54,62       |
|                | Sylvie Lassauge | UMP            | 2 179        | 39,43        | 2 122       | 45,38       |
|                | Patrice Jaffray | FN             | 732          | 13,25        |             |             |
|                |                 |                |              |              |             |             |
| Inscrits       | Inscrits        | Inscrits       | 7 649        | 100,00       | 7 648       | 100,00      |
| Abstentions    | Abstentions     | Abstentions    | 1 737        | 22,71        | 2 705       | 35,37       |
| Votants        | Votants         | Votants        | 5 912        | 77,29        | 4 943       | 64,63       |
| Blancs et nuls | Blancs et nuls  | Blancs et nuls | 386          | 6,53         | 267         | 5,40        |
| Exprimés       | Exprimés        | Exprimés       | 5 526        | 93,47        | 4 676       | 94,60       |

*sortant